# Orde de la Creu del Sud
L'Orde Nacional de la Creu del Sud (portuguès: Ordem Nacional do Cruzeiro do Sul ) és un orde de cavalleria brasiler fundat per l'Emperador Pere I l'1 de desembre de 1822. Es creà en commemoració a la independència del Brasil i de la coronació de Pere I. El nom deriva de la posició geogràfica del país, sota la posició de la Creu del Sud i també en memòria del nom de Terra de Santa Cruz, atorgat al Brasil en el moment del seu descobriment.

## Història
Originàriament conegut com l'Orde Imperial de la Creu del Sud (Imperial Ordem do Cruzeiro do Sul), l'orde va ser creat per l'emperador Pere I el dia de la seva coronació, l'1 de desembre de 1822. Aquell mateix dia també nomenà els primers cavallers de l'orde, per commemorar la coronació. Fins a la proclamació de la independència del Brasil el 7 de setembre de 1822 es crearen d'altres distincions honorífiques, però dels ordes de cavalleria compartits amb Portugal, creant-se branques brasileres abans de la independència; de manera que l'orde de la Creu del Sud, creada fer commemorar la coronació del fundador de l'Imperi, va ser el primer orde purament brasiler.
Va ser suprimit després de la proclamació de la República al Brasil mitjançant una disposició de la Constitució del 24 de febrer de 1891 que abolia tots els títols de noblesa i tots els ordes imperials i condecoracions. Va ser posteriorment restablerta pel govern de Getúlio Vargas el 5 de desembre de 1932 com a Orde Nacional de la Creu del Sud.

El gran escut d'armes de l'Imperi del Brasil, amb la insígnia de l'Orde Nacional de la Creu del Sud suspès d'una cinta blava.

Durant el període de la història brasilera conegut com la República Velha, que s'estengué des de la proclamació de la República fins a la revolució de 1930, no existiren ordes nacionals i Brasil no atorgava condecoracions a part de les militars. Restaurat el 1932, l'orde de la Creu del Sud va ser el primer Orde creat del restablert sistema republicà d'honors. Es considera el màxim honor brasiler.
Durant el període imperial, però, l'orde de la Creu del Sud no era l'orde superior dels ordes imperials, car se situava per darrere de les branques brasileres dels antics ordes de cavalleria heretats de Portugal: l'orde de Crist, l'orde de Sant Benet d'Aviz i l'orde de Sant Jaume de l'Espasa. Aquests ordes eren compartits per Brasil i Portugal i, en el cas de l'orde de Crist, també amb la Santa Seu, com succeïa amb l'orde del Toisó d'Or, compartit per Àustria i Espanya. Però entre els ordes purament brasilers, l'Orde Imperial de la Creu del Sud anava en primer lloc, tenint un estatus major que l'orde Imperial de Pere I o de l'orde Imperial de la Rosa.
La versió imperial de l'orde de la Creu del Sud continua sent emprada per les diverses branques de la família imperial brasilera com un orde dinàstic, atorgat pels diversos que reclamen la posició de cap de la família imperial; però aquestes distincions no són reconegudes per les lleis de la República.
Així com els Emperadors del Brasil eren ex officio els Grans Mestres de l'orde imperial, els Presidents del Brasil exerceixen com a Grans Mestres de l'orde. Així doncs, la Presidenta Dilma Rousseff és l'actual Gran Mestre de l'orde.

## Criteri

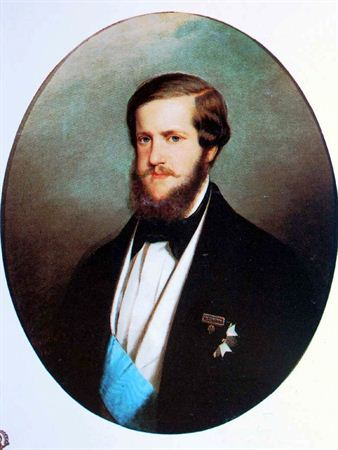
Pere II del Brasil, Gran Mestre de l'Orde, llueix la Gran Creu de l'orde (llavors el màxim rang). El retrat el mostra tant amb l'estrella de l'orde com amb la banda de la Gran Creu de Cavaller.

A diferència de l'orde imperial, que podia ser atorgada tant a brasilers com a estrangers, actualment només és atorgada a estrangers. Quan l'orde tornà a ser restablerta el 1932, es volia que fos un orde que el govern del Brasil pogués atorgar com una acció de relacions exteriors. Aquesta característica ha estat preservada des del restabliment i mitjançant les seves normatives actuals, aprovades mitjançant un Decret Presidencial el 13 de gener de 1971, que confirmà que l'orde estava restringida a estrangers i que totes les concessions constitueixen un acte de relacions exteriors per part del govern brasiler.
El motiu original perquè en restablir-se l'Orde Nacional de la Creu del Sud no s'admetessin brasilers és precisament aquest: perquè a la Vella República l'Estat veia els ordes i condecoracions com a contraris als principis del republicanisme, i per això no va mantenir cap sistema honorífic; i haver creat un orde que hagués admès brasilers en el seu si hagués estat vist com un pas massa extrem. Malgrat tot, l'estat brasiler es ressentí de no tenir una distinció amb la qual pogués honorar els dignataris estrangers, com gairebé sempre cal pel protocol diplomàtic. Per exemple, a la vella República, les autoritats brasileres podien rebre distincions estrangeres en ocasions semblants, però no podien fer recíproca la cortesia oferint una distinció brasilera en ocasions semblants, car Brasil no tenia condecoracions. Aquesta mancança de condecoracions va ser principalment manifesta durant les celebracions del Centenari de la Independència del Brasil el 1922: diversos dignataris estrangers, incloent-hi els Reis dels Belgues o el Príncep de Gal·les viatjaren al Brasil per les celebracions, i el Rei dels Belgues atorgà honors belgues a diversos brasilers. El 1922 el simple fet de lluir condecoracions estava en contra de la pràctica republicana al Brasil, però el govern de la República, havia autoritzat els brasilers a acceptar honors estrangers, relaxant aquesta pràctica, i permeté l'acceptació d'insígnies estrangeres. El govern brasiler, però, no disposava de condecoracions amb les quals fer recíproc el gest belga. Per això, quan 10 anys després es recreà l'Orde Nacional de la Creu del Sud es pretengué omplir aquest buit, permetent al govern brasiler honorar estrangers quan fos apropiat. Però en el moment de la seva creació, l'establiment d'un sistema honorífic brasiler pels brasilers encara es considerà un pas massa enllà. Només després que es pogués relaxar la mentalitat anti-títols del govern encara més que es pogueren crear ordes pels brasilers, la primera de les quals va ser l'Orde Nacional del Mèrit (Ordem Nacional do Mérito), creada el 1946 sota l'administració del President Eurico Dutra.
Per un altre costat, la decisió del govern de Getúlio Vargas de basar el restabliment de l'Orde Nacional de la Creu del Sud sobre l'anterior orde imperial del mateix nom, i per indicar que l'actual orde era successora de l'orde imperial en adoptar pràcticament el mateix model d'insígnia, etc., es va fer per tal d'incrementar el prestigi del nou orde, enllaçant-lo amb el passat i associant-lo amb un orde que havia estat erigit més d'un segle abans, i que havia estat atorgat a grans brasilers, a més d'estrangers.
Si bé el decret de nou orde (Decret 22.1665 del 5 de desembre de 1932) no menciona la creació d'un nou orde, sinó el restabliment de l'antic Orde de la Creu del Sud, que havia estat "creat sota els auspicis de la independència política del Brasil". Malgrat això, l'article 1 del decret de 1932 restablia l'antic Orde, canviant només la seva denominació a "Orde Nacional". La restricció de l'orde només pels estrangers va ser prescrita a l'article 2 del decret de restabliment.
El 1932, la versió republicana de l'orde tenia els mateixos 5 graus que l'antiga versió imperial. No va ser fins a un estatut publicat el 17 de juliol de 1939 quan es creà el grau addicional de Gran Collar. Fins a la creació del Gran Collar, les concessions del qual estan restringides als Caps d'Estat, la Gran Creu era el màxim rang de l'orde.
Les concessions i promocions de l'orde es realitzen mitjançant decret del President de la República, pel seu estatus de Gran Mestre de l'Orde. El decret de concessió o promoció és, com tots els decrets presidencials, publicat al Diari Oficial del Govern Federal i, segons estipulen les regulacions de l'orde, la concessió o promoció és registrada en un llibre custodiat pel Secretari de l'orde.
El Ministre d'Afers Exteriors de l'Orde serveix com a Canceller de l'Orde, i un funcionari del Ministeri d'Afers Exteriors que encapçala la divisió de cerimonial i protocol serveix com a Secretari de l'orde. L'orde també té un Consell, presidit pel seu Canceller, que recomana les concessions o promocions.

### Components del Consell de l'Orde
- Gran Mestre: el President de la República
- Canceller de l'Orde: Ministre d'Afers Exteriors

Membres del Consell
- Ministre de Defensa
- Secretari General de Relacions Exteriors
- Secretario del Consell: Cap de Cerimonial del Ministeri d'Afers Exteriors
- Cancelleria de l'orde: Cerimonial del Ministeri d'Afers Exteriors

## Classes

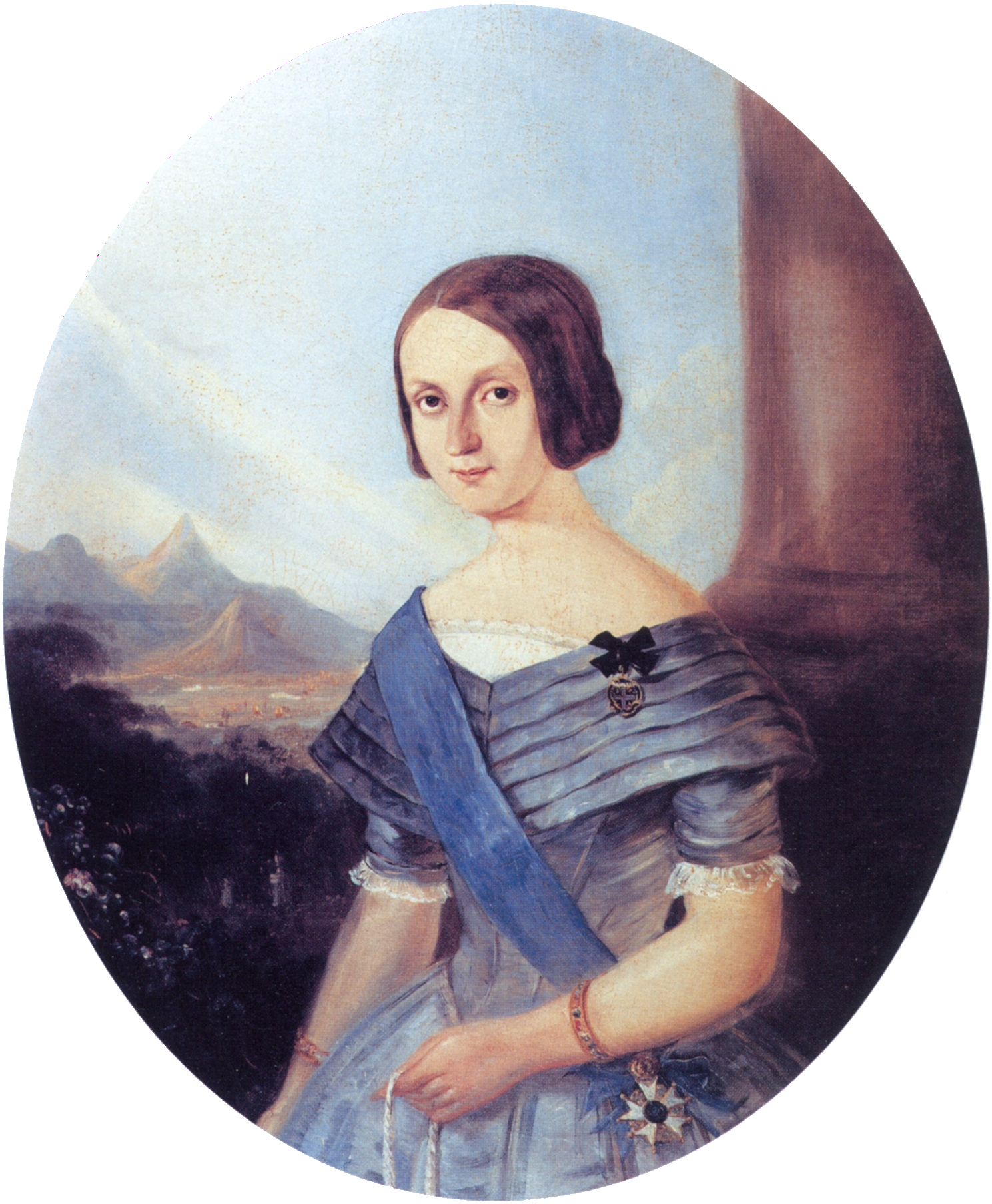
L'Emperadriu Teresa Cristina del Brasil lluint la Banda de Dama Gran Creu de l'orde, amb la insígnia penjant de la banda.

Sota els reglaments vigents, l'orde consisteix en el Gran Mestre i en sis classes de membres:
- Gran Collar: el receptor rep el Collar, una cadena de la qual penja la insígnia de l'orde. El receptor també pot combinar portar el Gran Collar amb qualsevol d'aquestes insígnies (o les dues): l'Estrella de l'orde (una placa feta a partir de la insígnia de l'orde, per ser portada al costat esquerre del pit); i la Banda de l'orde, que és la del rang de Gran Creu (una banda blau cel que penja de l'espatlla dreta). La concessió del Gran Collar està restringida als caps d'estat estrangers.
- Gran Creu: el receptor rep la Banda de l'orde, de la qual penja la insígnia. A més llueix l'estrella de l'orde, la qual porta penjada al costat esquerre del pit.
- Gran Oficial: el receptor llueix la insígnia de l'orde penjant del coll; a més de l'estrella de l'orde al costat esquerre del pit.
- Comandant: el receptor llueix la insígnia de l'orde penjant del coll.
- Oficial: el receptor llueix la insígnia penjant d'una cinta amb una roseta al costat esquerre del pit.
- Cavaller: el receptor llueix la insígnia penjant d'una cinta al costat esquerre del pit.

| Galons             | Galons  | Galons               | Galons                      | Galons             | Galons                    |
| ------------------ | ------- | -------------------- | --------------------------- | ------------------ | ------------------------- |
| Cavaller Cavaleiro | Oficial | Comandant Comendador | Gran Oficial Grande Oficial | Gran Creu Grã-cruz | Gran Collar Grande Collar |

## La insígnia
La insígnia de l'orde és una estrella de 5 puntes en esmalt blanc, amb les vores en daurat i perles a les puntes, sobre una corona de flors i coronada per una corona, ambdues fetes de fulles de tabac i de cafè. Al centre hi ha un camp en esmalt blau, amb la constel·lació de la Creu del Sud en esmalt. Al voltant hi ha un anell blau fosc amb la inscripció " Benemerentium Premium" en lletres daurades. Al revers, al medalló central apareix la imatge de la República, amb la llegenda "República Federativa do Brasil".